# Auricúprido
El auricúprido es un mineral de la clase de los minerales elementos, del “grupo de las aleaciones cobre-oro”. Fue descubierto en 1950 en un yacimiento del Óblast de Cheliábinsk, al sur de los Urales (Rusia), siendo nombrada así por su composición química, del latín aurum (oro) y cuprum (cobre).

## Características químicas
Es una aleación de metales de cobre y oro. Muy similar en composición química al tetraauricúprido (CuAu), del mismo grupo pero del sistema cristalino tetragonal, mientras que el auricúprido es del sistema cristalino cúbico con pseudomorfismo ortorrómbico. Puede llevar como impurezas: plata o paladio.

## Formación y yacimientos
Se encontró en rocas serpentinitas, formada la aleación a baja temperatura. Suele encontrarse asociado a otros minerales como: oro, cobre u otras aleaciones entre ambos.

## Usos
Puede ser extraído como mena del valioso oro.